# Acidobazická reakce
Acidobazická reakce je chemická reakce mezi kyselinou a zásadou. Přenášenou částicí je vodíkový kationt (H+), případně obecněji volný elektronový pár. Příkladem acidobazické reakce je neutralizace, kdy spolu reaguje stejné množství kyseliny a zásady. Produkty této reakce jsou příslušná sůl kyseliny a voda. S acidobazickými reakcemi úzce souvisí disociace, při které dochází ke štěpení molekul na ionty nebo radikály.
První teorii acidobazických dějů předložil francouzský chemik Antoine Lavoisier kolem roku 1776. Pak následovala Arrheniova teorie (1903), která se omezovala pouze na vodné roztoky. Další pokrokem byla teorie Brønstedova–Lowryho (1923), která definovala, co jsou to kyseliny a zásady. Ve stejné době vznikla Lewisova teorie (1923), která je nejširší definicí kyselin a zásad.
Číslo, které vyjadřuje kyselost a zásaditost, se nazývá vodíkový exponent pH (Potential of Hydrogen – potenciál vodíku). Nabývá hodnot od 0 do 14. Neutrální voda má při standardních podmínkách pH = 7. U kyselin je pH menší než sedm, naopak zásady mají pH větší než 7. Stupnici pH zavedl v roce 1909 dánský biochemik Søren Peder Lauritz Sørensen.

## Arrheniova teorie
Nejstarší novodobou teorii definující kyseliny a zásady navrhl švédský chemik Svante Arrhenius.
Kyseliny ve vodném prostředí podle této teorie odštěpují protony H+. Například kyselina chlorovodíková a kyselina sírová disociují takto:
HCl → H+ + Cl−
H2SO4 → 2 H+ + SO 2-
4 
Zásady ve vodném prostředí podle této teorie odštěpují hydroxylový anion OH−. Například hydroxid sodný a hydroxid vápenatý disociují takto:
NaOH → Na+ + OH−
Ca(OH)2 → Ca2+ + 2 OH−

## Brönstedova–Lowryho teorie
Arrhenius považoval za zásady pouze hydroxidy a jeho teorii bylo možné použít jen na vodné roztoky. Nová koncepce Brönstedovy–Lowryho teorie kyselin a zásad považuje kyseliny za látky odštěpující protony H+ (stejně jako u Arrheniovy teorie) a zásady za látky přijímající protony H+. Tuto teorii objevili nezávisle na sobě dánský chemik Johannes Nicolaus Brönsted a anglický chemik Thomas Martin Lowry.
Společně se zavedením Brönstedovy–Lowryho byl zaveden pojem konjugovaný pár. Jedná se o dvojici částic lišících se o jeden proton H+.

## Lewisova teorie
V roce 1923 publikoval americký chemik Gilbert Newton Lewis novou teorii pro acidobazické reakce. Nazývá se po něm Lewisova teorie kyselin a zásad a definuje pojmy kyselina a zásada nezávisle na protonu H+.Podle Lewisovy teorie je kyselina akceptorem volného elektronového páru a báze je jeho donorem. Tato teorie je tedy nejobecnější teorií acidobazických reakcí.
Lewisova kyselina je chemická sloučenina, jejíž atomy mají volný vazebný orbital a mohou přijmout elektronový pár.
Lewisova zásada je chemická sloučenina, jejíž atomy mají volný elektronový pár a mohou ho poskytnout.

## Autoprotolýza vody
Experimentálně bylo zjištěno, že i mezi molekulami vody dochází k jejich částečné disociaci. Tomuto jevu se říká autoprotolýza vody:
H2O + H2O → OH− + H3O+
Z měření vyplynulo, že koncentrace oxonionových kationtů H3O+ je shodná s koncentrací hydroxylových aniontů OH−. Při teplotě 25 °C a tlaku 100 kPa je koncentrace obou iontů 10−7 mol·dm−3. Vynásobením koncentrací kationtů H3O+ a aniontů OH− získáme iontový součin vody, který je platný pro danou teplotu a tlak a má hodnotu 10−14:
[H3O+]•[OH−] = [10−7]•[10−7] = [10−7]2 = 10−14
Pro vodné roztoky látek platí, že pokud je koncentrace kationtů H3O+ vyšší než koncentrace aniontů OH−, je roztok kyselý. Pokud je vyšší koncentrace aniontů OH− než kationtů H3O+, je roztok zásaditý. Pokud se nachází oba ionty v rovnováze, je roztok neutrální.
Práce se zápornými mocninami je nepraktická, a proto byla zavedena veličina pH, která je záporným dekadickým logaritmem těchto záporných mocnin. Veličina pH tedy udává záporný dekadický logaritmus koncentrace oxoniových kationtů H3O+:
pH = −log [H3O+]
Nabývá hodnot od 0 do 14. Neutrální voda má při standardních podmínkách pH = 7. U kyselin je pH menší než sedm, naopak zásady mají pH větší než 7. Hodnotu pH počítáme u vodných roztoků kyselin, zásad a jejich solí.

## Titrace
Pro měření kyselosti a zásaditosti roztoků se používá chemická metoda nazvaná titrace. Při ní se odměřený roztok kyselého nebo zásaditého vzorku z byrety mísí s roztokem o neznámé koncentraci. Náhlé zvýšení titrační křivky nebo změna barvy indikátoru indikuje dosažení ekvivalence nebo koncového bodu titrace.